# NGC 3664A
NGC 3664A (другие обозначения — UGC 6418, ZWG 39.169, KCPG 283A, PGC 35042) — галактика в созвездии Лев.
Этот объект не входит в число перечисленных в оригинальной редакции «Нового общего каталога» и был добавлен позднее.
Галактика NGC 3664A входит в состав группы галактик NGC 3640. Помимо NGC 3664A в группу также входят NGC 3611, NGC 3630, NGC 3645, NGC 3640, NGC 3641, NGC 3664, UGC 6345 и NGC 3643.